# Кућа у Дунавској улици бр. 1 у Новом Саду (Зграда градске библиотеке)
Кућа у Дунавској улици бр. 1 у Новом Саду (Зграда градске библиотеке) грађена је крајем 18. или почетком 19. века и представља непокретно културно добро као споменик културе.

## Историјат
Једноспратна угаона кућа први пут се помиње у вези обнове 1853. године када је спрат куће обновљен у стила романтизма, по пројекту Ханера Андреаса. По наруџбини Српске гимназије 1909. године на уличној фасади је поставља нова декорација у стилу сецесије. Приликом обнове и преадаптације објекта 1970. године одлучено је да се објекту врате класицистички елементи који су постојали пре 1849. године, а да се богата сецесијска пластика над прозорима и ајнфортом уклони.
У кући је др. Јован Суботић 1870. године основао штампарију и издавао лист „Народ”. 70-тих година 19. века новосадски штампар, књижар и издавач Арса Пајевић купио је кућу и завештао је Православној црквеној општини. Од 1885. године у њој се налазила Српска читаоница коју је 1958. године заједно са књижним фондом преузела данашња Градска библиотека.

## Архитектура
Kућа има основу латиничног слова Л, са низом правоугаоних отвора, надвишени лунетама у приземљу и двокрилним прозорима са правоугаоним надсветлом и архитравним фронтовима на спрату. Идентичан облик и декорација отвора поновљени су и на бочној фасади, из Гимназијске улице. На средини главне фасаде је плитак ризалит са поликружно конструисаним ајнфорт пролазом (са каменим одбојницима) и два прозора на спрату. Испод балкона су оригинална двокрилна врата од тешког дрвета са апликацијама и шаркама из времена класицизма. На дворишном крилу је комуникативни балкон сегментне конструкције са профилисаним каменим конзолама и оградом од кованог гвожђа. Просторије подрума и приземља су под сводовима.